# Papa Luciani – Il sorriso di Dio
Papa Luciani – Il sorriso di Dio ist ein italienischer Spielfilm aus dem Jahr 2006 und hat den Papst Johannes Paul I. zum Thema.

## Handlung

### Erster Teil
Als sich Kardinal Albino Luciani im Jahr 1977 im portugiesischen Wallfahrtsort Fátima aufhält und einer Gruppe von Gläubigen von den Marienerscheinungen von Fátima erzählt, möchte Schwester Lúcia, die zu den Kindern gehörte, die die Marienerscheinungen gesehen haben, ihn sehen. Als er sie im Kloster aufsucht, spricht sie ihn mit „Heiliger Vater“ an, weil sie vor ihrem geistigen Auge einen weißgekleideten Bischof sieht.
Kardinal Luciani erzählt aus seinem Leben: von seiner Geburt, die er fast nicht überlebt hätte, und seine Taufe auf den Namen Albino. Als Kind übersteht er recht schnell eine Krankheit dank einer Medizin. Wie viele andere in seinem Geburtsort Forno di Canale wollte er Bauer werden oder auswandern. Als er mit seinen Geschwistern in den Wald geht, sich verirrt, stolpert und beinahe an eine Klippe abstürzt, rettet ihm der Anblick eines Kruzifix das Leben. Daraufhin entschließt er sich, Priester zu werden, was bei seinem Vater zunächst auf Ablehnung stößt. Darauhin nimmt er Albino das Versprechen ab, dass er, wenn er Priester werde, immer an die Armen denken solle, weil Jesus immer an die Armen gedacht habe.
Als junger Mann besucht Albino Luciani das Priesterseminar auf dem „Gregoriano“ in Belluno. Bischof Borón ernennt ihn zum Professor des Seminars. Während des Zweiten Weltkrieges ist er mit den unchristlichen Unmenschlichkeiten des Krieges konfrontiert. Als die Deutschen italienische Soldaten gefangen nehmen, leistet Bischof Borón ihnen geistigen Beistand. Als sich im Seminar Juden verstecken, die in die Schweiz weiterreisen wollen, stellt Luciani mit ihnen eine Tauffeier nach, um sie vor den deutschen Soldaten zu schützen.
Genauso kann Luciani einen Bauern daran hindern, zwei Soldaten zu erschießen, die mit den Deutschen kollaboriert haben. Bald kann sich Luciani über das Ende des Krieges freuen.
Da bemerkt Luciani bei sich erste Symptome einer Krankheit. Luciani fragt sich, ob Gott ihm auf diesem Wege etwas sagen will, und fragt Bischof Martini, Boróns Nachfolger, um Rat. Wenig später stirbt seine Mutter. Wenig später ergeben die medizinischen Untersuchungen, dass er an Lungentuberkulose leidet; Luciani muss ins Sanatorium. Im Sanatorium stellt sich heraus, dass Luciani an keiner Lungentuberkulose, sondern an einer Lungenentzündung leidet, die sich behandeln lässt.
Martini setzt sich vergeblich dafür ein, dass Luciani trotz seiner Krankheitsgeschichte ein geeigneter Bischof wäre. Als Luciani Spenden zum örtlichen Waisenhaus fährt, bekommt er Besuch vom Patriarch von Venedig Angelo Giuseppe Roncalli, der sich von Luciani die alltäglihen Peobleme der Diözese erklären lässt. Kurze Zeit darauf wird Roncalli zum neuen Papst Johannes XXIII. gewählt und weiht Luciani kurz darauf zum Bischof von Vittorio Veneto. Johannes XXIII. beruft das Zweite Vatikanische Konzil ein, um die Kirche zu reformieren. Sein Tod im Jahr 1963 löst große Trauer aus. 
Sein Nachfolger Paul VI. löst mit der Enzyklika Humanae Vitae Diskussionen um den Fortschritt in der Kirche aus. Paul VI. ernennt Luciani zum Patriarchen von Venedig.
Luiani ist mit einem Streik der Arbeiter konfrontiert. Aus Geldmangel lässt der Zustand des Krankenhauses zu wünschen übrig. Die Banken stellen lieber die Auktionäre zufrieden; der Patriarch von Venedig wird über nichts informiert. Um dem Krankenhaus zu helfen, verkauft Luciani die Kunstschätze der Diözese. Der noch fehlende Betrag wird durch eine Spende gedeckt. Papst Paul VI. kommt zu Besuch und drückt Luciani seine Anerkennung aus.
Schwester Lucia prophezeit Luciani, dass er auch bald Papst sein wird, aber nur für kurze Zeit. Da erreicht ihn die Nachricht, dass Papst Paul VI. gestorben ist, der sich zuletzt vergeblich um die Befreiung des von den Roten Brigaden entführten Politikers Aldo Moro bemüht hatte.

### Zweiter Teil
Luciani fährt mit seinem Sekretär nach Rom zum Konklave. Ihn beschäftigen immer noch die Worte von Schwester Lucia. Luciani äußert den Wunsch, nicht gewählt zu werden, und denkt daran, abzulehnen, falls er gewählt wird. Gleichzeitig stellen sich Giuseppe Siri und Giovanni Benelli als weitere mögliche Kandidaten heraus.
Widerwillig muss Luciani beobachten, dass die Stimmen für ihn von Wahlgang zu Wahlgang ansteigen, bis er schließlich mit 101 Stimmen gewählt wird. Er nimmt Abstand von seinem Vorhaben, die Wahl abzulehnen, und wählt den Papstnamen "Johannes Paul I.". Er äußert, dass ihm ein kurzes Pontifikat bevorstehe. Auch nach seiner Wahl will er im Speisesaal seinen üblichen Sitzplatz einnehmen sowie seine erste Radioansprache selbst verfassen.
Johannes Paul I. ist bald als lächelnder Papst bekannt und verwirrt die Kardinäle, indem er für die normalen Menschen da sein will und dem armen Jesus vom Kreuz helfen will. Die Kardinäle sind der Meinung, dass er sich lieber mit den aktuellen Problemen der Kirche beschäftigen sollte.
Sein Arzt empfiehlt ihm, Stress zu vermeiden und jeden Tag mindestens eine Stunde spazierenzugehen.
Zur gleichen Zeit wird Johannes Paul I. vor Marcel Lefebvre, der die Neuerungen des Zweiten Vatikanischen Konzils ablehnt, und dessen unerlaubten Bischofsweihen gewarnt.
Johannes Paul I. bekommt Besuch von seiner jungen Nichte Lucia, die ihm alte Familienfotos mitbringt. Sie hat eine Zeit der Hoffnungslosigkeit erlebt, doch hat Gott ihr wieder Hoffnung gegeben.
Monsignore Paul Marcinkus, der Direktor der Vatikanbank, reicht seinen Rücktritt ein. Zwischen Johannes Paul I., nach dessen Meinung die Vatikanbank die Schwachen schützen soll und reformiert werden muss, und Marcinkus gibt es Meinungsverschiedenheiten über die Arbeitsweise der Vatikanbank. Johannes Paul I. verlangt einen Bericht über die Tätigkeiten der Vatikanbank.
Durch die atomare Bedrohung durch die Sowjetunion sieht Johannes Paul I. die Notwendigkeit mit den Kardinälen im Osten wie beispielsweise in Ungarn, der Tschechoslowakei oder Karol Wojtyła in Polen zusammenzuarbeiten. Gleichzeitig soll im Vatikan kugelsicheres Glas zum Einsatz kommen, da Geheimdienstberichte vor einem Attentat auf den Papst während des Angelusgebetes warnen. Johannes Paul I. spricht sich dagegen aus, weil er es in einer solchen Situation für wichtiger hält, die Herzen der Menschen zu erreichen und die Bibel kein kugelsicheres Glas kennt. In einer für die Menschen unsicheren Zeit sorgt er in einer öffentlichen Ansprache für Aufsehen, als er sagt, dass Gott auch Mutter ist.
Nach einem Gebet hat Johannes Paul I. einen plötzlichen Anfall von Brustschmerzen. Eines Nachts wacht er mit Gefühlen von Stichen auf, wie er sie schon in seiner Zeit in Venedig hatte. Er berichtet der Ordensschwester, die ihn versorgt, auch von einem für ihn unverständlichen Traum. Seinem Beichtvater sagt er, dass er sich für die Aufgabe ungeeignet hält, die Gott ihm gegeben hat. 
Johannes Paul I. schwelgt in Familienerinnerungen, als er sich Luisas Familienfotos anschaut und auch sein Bruder zu Besuch kommt. Dieser erzählt, dass an seinem Geburtshaus eine Gedenktafel für ihn angebracht wurde.
In einer Ansprache an die Kardinäle spricht er über Armut und verweist auf Jesus Christus als Erlöser. Einer der Kardinäle gesteht ihm, dass er inzwischen verstanden hat, dass die Verkündung des Evangeliums der Schlüssel ist, die Kirche zu regieren und bietet ihm seine Zusammenarbeit an. Johannes Paul I. lässt sein Brustkreuz an Bischof Muccin in Belluno schicken.
Johannes Paul I. leidet unter Schmerzen, weigert sich aber den Arzt rufen zu lassen. Als am nächsten Morgen das Frühstück noch unberührt dasteht, findet die Vorsteherin des päpstlichen Haushalts Johannes Paul I. tot in seinem Bett vor.